# Nouri Saïd
Pour les articles homonymes, voir Saïd.
Nouri Saïd al-Qaraghuli, né en 1888 et mort le 15 juillet 1958, est un homme d'État irakien. Il fut à plusieurs reprises le Premier ministre du royaume d'Irak.

## Biographie

### Jeunesse
Nouri Saïd al-Qaraghuli est né à Bagdad, alors dans l'Empire ottoman, d'une famille arabe sunnite de classe moyenne originaire du Caucase,. Son père était comptable au service du gouvernement ottoman. Nouri Saïd obtint son diplôme d'un collège militaire à Constantinople en 1906, ou il avait appris à parler français et anglais, et devint officier de l'armée ottomane en 1911 et fut envoyé en Tripolitaine en 1912 pour participer à la guerre italo-turque. Il mena ensuite une guérilla contre les Britanniques en Libye en 1915. Capturé et détenu en Égypte, il fut converti à la cause du nationalisme arabe et combattit au service de l'émir Fayçal du Hedjaz lors de la révolte arabe de 1916-1918.
Les accords Sykes-Picot de mai 1916 prévoyaient un mandat français sur la Syrie et le Liban, et un mandat britannique sur la Palestine et le futur Irak. Le Royaume-Uni occupait donc les régions de Bassorah et de Bagdad depuis 1917, à la suite du partage de l’empire ottoman.
Nouri Saïd combattit aux côtés de Lawrence d'Arabie lors de la révolte.[réf. nécessaire]
En 1919, Nouri Saïd accompagna Fayçal à Versailles lors de la Conférence de la Paix. Le 7 mars 1920, le Congrès national syrien (en) vote l’indépendance de la Syrie et son unité intégrale avec la Palestine et la Transjordanie, et proclame l'émir Fayçal ben Hussein « roi constitutionnel » du royaume arabe de Syrie sous le nom de Fayçal Ier.[réf. nécessaire]
Le 25 avril 1920, la Syrie est placée sous mandat français par la conférence de San Remo. Cédant à l'ultimatum du haut-commissaire, le général Gouraud, et ses partisans étant écrasés par les troupes françaises à la bataille de Khan Mayssaloun, le 24 juillet 1920, le roi Fayçal est contraint à l'exil. Les Britanniques le[évasif] placent alors sur le trône d'Irak en 1921, durant la période du mandat britannique de Mésopotamie.

### Premier ministre
Lors de la première nomination de Nouri Saïd al-Qaraghuli au poste de Premier ministre, le traité anglo-irakien fut signé en juin 1930, durant la période de transition vers l'indépendance. Le Royaume-Uni conserve une partie de la tutelle britannique sur le futur royaume indépendant d'Irak jusqu'à son indépendance formelle qui date d'octobre 1932. La même année, l'Irak fait son entrée à la Société des Nations
Le roi Fayçal mourut à la fin de l'année 1933 et son fils Ghazi lui succéda.
Ce dernier mourut dans un accident de voiture en 1939, certains accusèrent Nouri Saïd (à nouveau Premier ministre depuis novembre 1938, et peut-être homme de main des Britanniques) de l'avoir assassiné. En effet, de nombreuses preuves tendent à affirmer qu'il s'agit d'un assassinat, les médecins légistes ayant refusé de signer le document qui confirmerait la mort par accident de voiture. Le frère du médecin confirmera un peu plus tard qu'il s'agissait de masquer les causes réelles de la mort.
Les causes de l'assassinat peuvent être multiples. Ghazi était un personnage légèrement efféminé et beaucoup de personnes le qualifiaient d'homosexuel. La piste d'un complot familial visant à mettre au pouvoir le frère de sa femme, Abdullah ibn Ali du Hejaz, n'est pas exclue.[réf. nécessaire]
Le fils de Ghazi, Fayçal, lui succéda peu de temps après la prise de pouvoir par le nouveau régent Abdelilah ben Ali el-Hachemi. Nouri Saïd resta Premier ministre.
En mars 1940, le gouvernement pro-anglais de Nouri Saïd est renversé par Rachid Ali al Gaylani, pro-allemand. En janvier 1941, ce dernier est écarté du pouvoir sous la pression des Anglais, mais y revient par un coup d’État en avril. Le régent Abdelilah et Nouri se réfugient alors en Transjordanie. al Gaylani sera renversé lors de la guerre anglo-irakienne en mai 1941.
En 1954, Nouri Saïd supprime tous les partis politiques d'Irak et gouverne le pays avec la loi martiale après l'expédition de Suez. Le secrétaire général du Parti communiste irakien, Youssouf Salman, est pendu et les journaux sont censurés. Dès 1954, appartenir au Parti communiste entraine la déchéance de nationalité. 
En 1955, il signe le pacte de Bagdad. Il devient alors « l'homme à abattre » pour les partis d'opposition irakiens. Le gouvernement irakien appuie les initiatives britanniques et américaines pour renverser le gouvernement syrien. Il se montre par ailleurs résolument hostile aux revendications autonomistes kurdes.  
Le roi, les membres de la famille royale et l'ancien régent Abd al-Ilah sont assassinés le 14 juillet 1958 lors du coup d'État du général Abdul Karim Qasim. Nouri Saïd se cacha, mais fut capturé le jour suivant alors qu'il essayait de s'échapper, déguisé en femme (mais avec des chaussures d'homme). Il fut abattu et enterré le même jour, mais une foule en colère exhuma son corps et le traîna dans les rues de Bagdad, où il fut pendu, mutilé et brûlé. Son corps fut ensuite placé au milieu d'une rue afin que les bus roulent dessus pour rendre son corps méconnaissable.

## Photographies

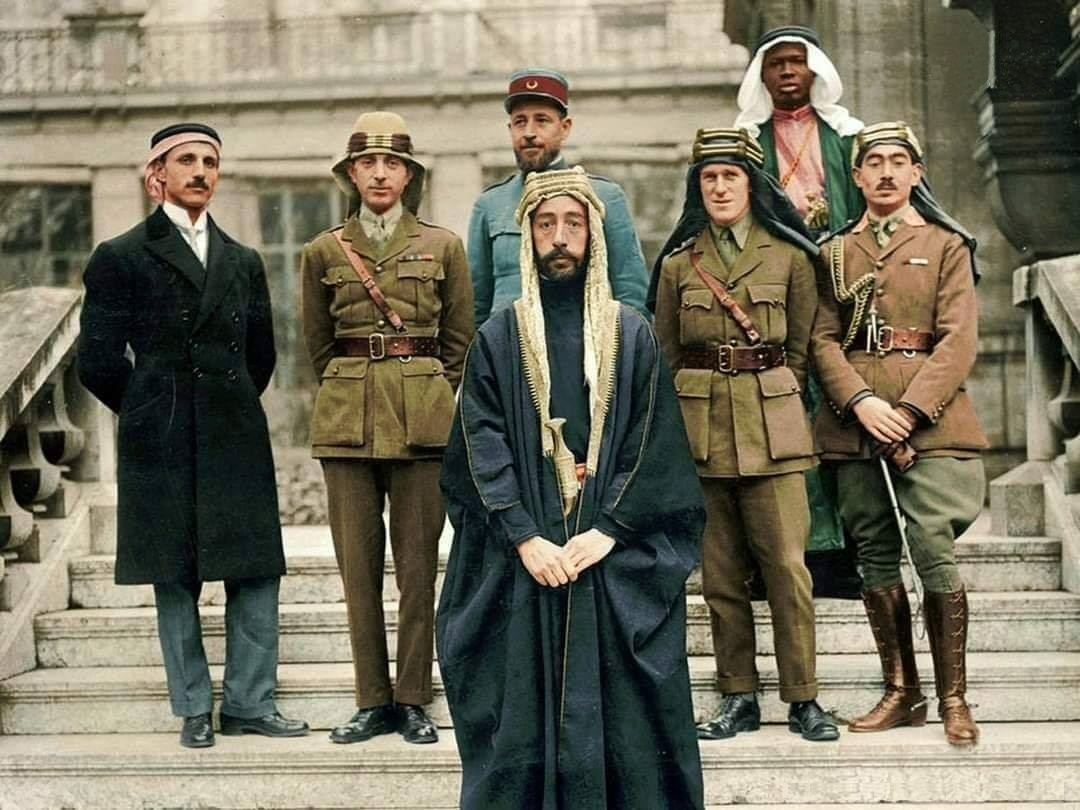
La délegation de l'émir Fayçal au château de Versailles, durant la conférence de la paix de Paris (1919). Nouri Saïd est le deuxième en partant de la gauche. De gauche à droite : Rustum Haidar, Nuri as-Said, l'émir Fayçal, le capitaine Pisani (derrière Fayçal), Lawrence d'Arabie, l'esclave domestique de Fayçal et le capitaine Tahsin Kadry.
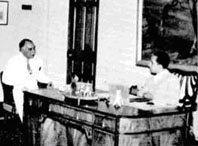
Le Premier ministre Saïd (à gauche) discutant avec le roi Fayçal II.